# Paolo Milanoli
Paolo Milanoli (Alessandria, 7 de diciembre de 1969) es un deportista italiano que compitió en esgrima, especialista en la modalidad de espada.
Participó en los Juegos Olímpicos de Sídney 2000, obteniendo una medalla de oro en la prueba por equipos (junto con Maurizio Randazzo, Alfredo Rota y Angelo Mazzoni).
Ganó dos medallas de oro en el Campeonato Mundial de Esgrima, en los años 1993 y 2001, y cuatro medallas en el Campeonato Europeo de Esgrima entre los años 1994 y 2006.

## Palmarés internacional
| Juegos Olímpicos   | Juegos Olímpicos    | Juegos Olímpicos  | Juegos Olímpicos   |
| Año                | Lugar               | Medalla           | Prueba             |
| ------------------ | ------------------- | ----------------- | ------------------ |
| 2000               | Sídney (Australia)  | Medalla de oro    | Espada por equipos |
| Campeonato Mundial |                     |                   |                    |
| Año                | Lugar               | Medalla           | Prueba             |
| 1993               | Essen (Alemania)    | Medalla de oro    | Espada por equipos |
| 2001               | Nimes (Francia)     | Medalla de oro    | Espada individual  |
| Campeonato Europeo |                     |                   |                    |
| Año                | Lugar               | Medalla           | Prueba             |
| 1994               | Cracovia (Polonia)  | Medalla de bronce | Espada individual  |
| 1999               | Bolzano (Italia)    | Medalla de oro    | Espada por equipos |
| 2001               | Coblenza (Alemania) | Medalla de plata  | Espada individual  |
| 2006               | Esmirna (Turquía)   | Medalla de bronce | Espada por equipos |